# العلاقات الأردنية الكازاخستانية
العلاقات الأردنية الكازاخستانية هي العلاقات الثنائية التي تجمع بين الأردن وكازاخستان.

## مقارنة بين البلدين
هذه مقارنة عامة ومرجعية للدولتين:
| وجه المقارنة                                              | الأردن                   | كازاخستان                      |
| --------------------------------------------------------- | ------------------------ | ------------------------------ |
| المساحة (كم2)                                             | 89.34 ألف                | 2.72 مليون                     |
| عدد السكان (نسمة)                                         | 9.81 مليون               | 17.95 مليون                    |
| الكثافة السكانية (ن./كم²)                                 | 109.81                   | 6.6                            |
| العاصمة                                                   | عمان                     | نور سلطان                      |
| اللغة الرسمية                                             | اللغة العربية            | اللغة القازاقية، اللغة الروسية |
| العملة                                                    | دينار أردني              | تينغ كازاخستاني                |
| الناتج المحلي الإجمالي (بليون دولار)                      | 40.07 مليار              | 159.41 مليار                   |
| الناتج المحلي الإجمالي (تعادل القوة الشرائية) بليون دولار | 82.80 مليار              | 439.39 مليار                   |
| الناتج المحلي الإجمالي الاسمي للفرد دولار أمريكي          | 4.94 ألف                 | 10.51 ألف                      |
| الناتج المحلي الإجمالي للفرد دولار أمريكي                 | 12.05 ألف                | 24.23 ألف                      |
| مؤشر التنمية البشرية                                      | 0.748                    | 0.788                          |
| رمز المكالمات الدولي                                      | +962                     | +7                             |
| رمز الإنترنت                                              | .jo                      | .kz، .қаз ‏                     |
| المنطقة الزمنية                                           | ت ع م+02:00، ت ع م+03:00 | ت ع م+05:00، ت ع م+06:00       |

## مدن متوأمة
في ما يلي قائمة باتفاقيات التوأمة بين مدن أردنية وكازاخستانية:
- ترتبط عمان مع نور سلطان باتفاقية توأمة منذ 1995.[16][16][16][16]

## منظمات دولية مشتركة
يشترك البلدان في عضوية مجموعة من المنظمات الدولية، منها:
| علم المنظمة | اسم المنظمة                               | تاريخ انضمام الأردن | تاريخ انضمام كازاخستان |
| ----------- | ----------------------------------------- | ------------------- | ---------------------- |
|             | منظمة التعاون الإسلامي                    | ?                   | ?                      |
|             | الاتحاد البريدي العالمي                   | ?                   | ?                      |
|             | يونسكو                                    | 14 يونيو 1950       | 22 مايو 1992           |
|             | البنك الدولي للإنشاء والتعمير             | 29 أغسطس 1952       | 23 يوليو 1992          |
|             | وكالة ضمان الاستثمار متعدد الأطراف        | 12 أبريل 1988       | 12 أغسطس 1993          |
|             | الاتحاد الدولي للاتصالات                  | 20 مايو 1947        | 23 فبراير 1993         |
|             | منظمة الشرطة الجنائية الدولية             | ?                   | ?                      |
|             | مؤسسة التمويل الدولية                     | 20 يوليو 1956       | 30 سبتمبر 1993         |
|             | الأمم المتحدة                             | 14 ديسمبر 1955      | 2 مارس 1992            |
|             | مؤسسة التنمية الدولية                     | 4 أكتوبر 1960       | 23 يوليو 1992          |
|             | منظمة حظر الأسلحة الكيميائية              | ?                   | ?                      |
|             | المركز الدولي لتسوية المنازعات الاستشارية | 29 نوفمبر 1972      | 21 أكتوبر 2000         |

## وصلات خارجية
- موقع وزارة الخارجية الأردنية
- موقع وزارة الخارجية الكازاخستانية